# أوليفييه بونس
أوليفييه بونس (بالفرنسية: Olivier Pons)‏ هو مجدف فرنسي، ولد في 7 ديسمبر 1958.

## وصلات خارجية
- أوليفييه بونس على موقع الاتحاد الدولي للتجديف (الإنجليزية)
- أوليفييه بونس على موقع أوليمبيديا (الإنجليزية)